# 桜町 (行田市)
桜町（さくらちょう）は、埼玉県行田市の町名。現行行政地名は、桜町一丁目から三丁目。住居表示実施済み。郵便番号は361-0022

## 地理
行田市中央部、秩父鉄道秩父本線東行田駅の南北周辺に位置する。全域で宅地化しており、ところどころ農地が残る。

## 歴史
- 1968年（昭和43年）11月1日 - 大字長野の一部から桜町一丁目〜三丁目が成立[4]。

## 世帯数と人口
2017年（平成29年）10月1日現在の世帯数と人口は以下の通りである。
| 丁目       | 世帯数    | 人口    |
| ---------- | --------- | ------- |
| 桜町一丁目 | 286世帯   | 590人   |
| 桜町二丁目 | 465世帯   | 1,030人 |
| 桜町三丁目 | 308世帯   | 673人   |
| 計         | 1,059世帯 | 2,293人 |

## 小・中学校の学区
市立小・中学校に通う場合、学区は以下の通りとなる。
| 丁目       | 番地 | 小学校               | 中学校             |
| ---------- | ---- | -------------------- | ------------------ |
| 桜町一丁目 | 全域 | 行田市立東小学校     | 行田市立長野中学校 |
| 桜町二丁目 | 全域 | 行田市立桜ケ丘小学校 | 行田市立長野中学校 |
| 桜町三丁目 | 全域 | 行田市立桜ケ丘小学校 | 行田市立長野中学校 |

## 交通

### 鉄道
- 秩父鉄道秩父本線東行田駅

### 道路
- 埼玉県道128号熊谷羽生線
- 栃木県道・群馬県道・埼玉県道7号佐野行田線

## 施設
かつては三丁目に東武バス行田出張所も所在した（2000年9月30日閉所）。
一丁目
- 市営竹の花住宅

二丁目
- 行田市立長野中学校
- 埼玉労働局 行田労働基準監督署
- 行田桜町郵便局
- 二桜開館
- 長久寺
- 久伊豆神社
- 三桜公園

三丁目
- 畑中稲荷神社